# Фелікс Лох

Фелікс Лох (нім. Felix Loch; *24 липня 1989,  Зоннеберг, Німеччина) — німецький саночник, який виступає в санному спорті на професійному рівні з 2002 року. Є дебютантом національної команди, як учасник зимових Олімпійських ігор, натомість, здобув першу золоту медаль для команди в них, а також володар численних нагород на світових форумах саночників і є дійсним чемпіоном світу в цьому виді спорту (дві золоті медалі 2008 та ще дві в 2009 році). 